# Anderson Bigode Herzer
Anderson Bigode Herzer, né le 10 juin 1962 à Rolândia dans l'État du Paraná au Brésil et mort le 10 août 1982 à São Paulo, Brésil est un écrivain et poète brésilien. Il se suicide à l'âge de 20 ans. Le film Vera de Sérgio Toledo est basé sur sa vie.

## Biographie
Herzer est un homme trans, ex-interne de la FEBEM ou Fundação Estadual para o Bem Estar do Menor, une institution d'État pour la protection des mineurs, dont la vie et les vers ont été publiés dans un livre intitulé A queda para o alto. Ce livre sert de base à la production cinématographique brésilienne Vera, réalisée par Sérgio Toledo. Il a quatre ans lorsque son père est tué, et sa mère, alors prostituée, se sent incapable de s'occuper de lui et confie le jeune Herzer à la FEBEM. Sa mère décède peu après.
Bien que Herzer se considère comme lesbienne pendant un certain temps de sa vie, il s'identifie ensuite comme un homme trans. Ses dossiers scolaires montrent qu'il est un élève à problèmes, se livrant souvent à des bagarres, consommant des drogues illicites et consommant de l'alcool.
Herzer est interné à la FEBEM à l'âge de quatorze ans. À cette époque, il adopte le nom d'Anderson Bigode Herzer. Anderson est un prénom masculin courant au Brésil. bigode, par contre, est un surnom inhabituel, signifiant moustache. Il reste sous la tutelle de l'État jusqu'à l'âge de dix-sept ans. À cette époque, Eduardo Suplicy, député renommé, touché par ses poèmes et sa vie difficile, le prend sous son aile et l'engage comme stagiaire dans son bureau.

## Décès
Malgré le soutien reçu, Herzer se heurte à la transphobie de l'administration, se voyant refuser le concours pour entrer en fonction à l'Assemblée car il s'habillait en homme « avec une carte d'identité de femme ». Le 10 août 1982, il décide de se suicider en sautant du Viaduto 23 de Maio, un viaduc situé dans le centre-ville de São Paulo.